# Fühlinger See

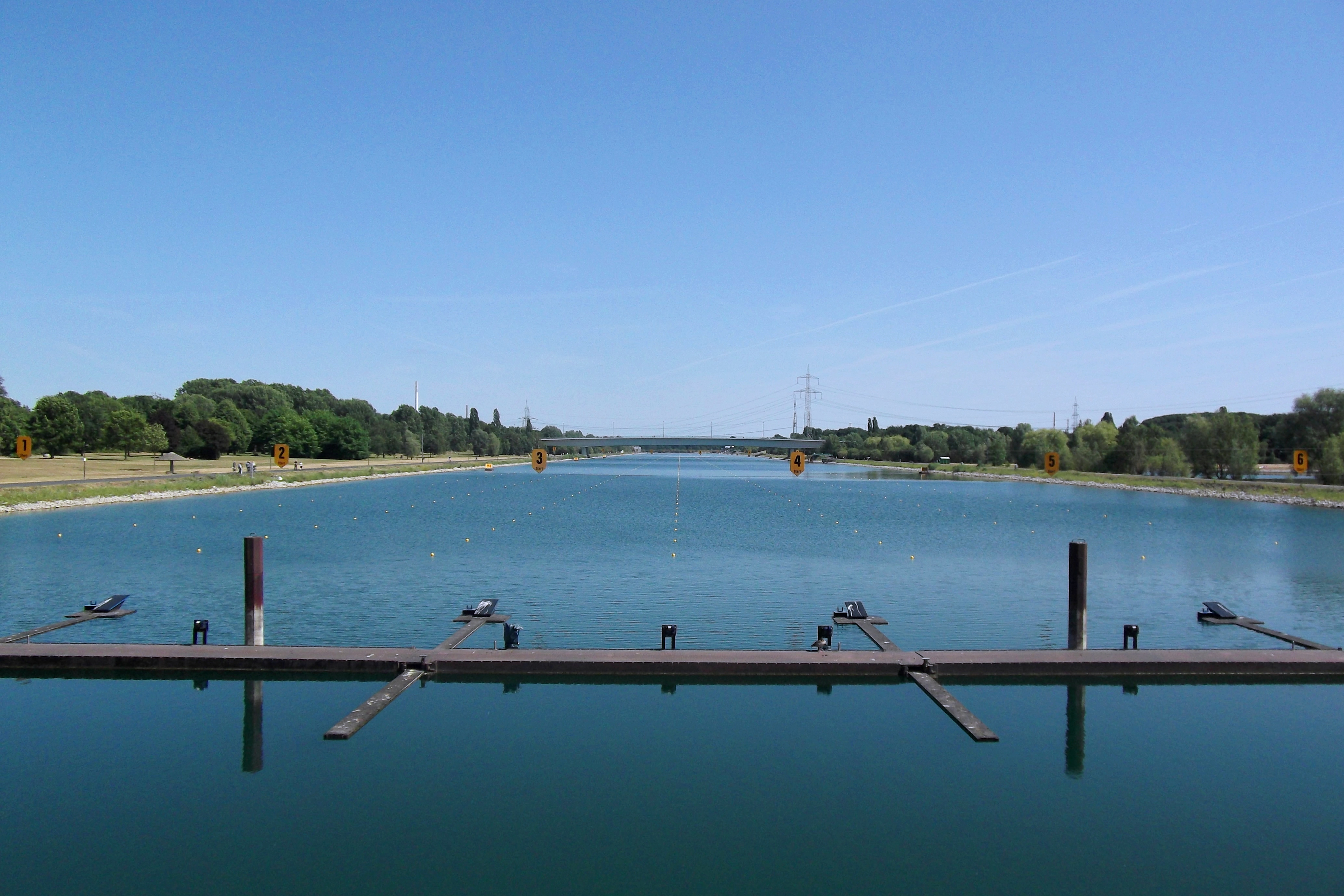
Fühlinger See, Regattastrecke

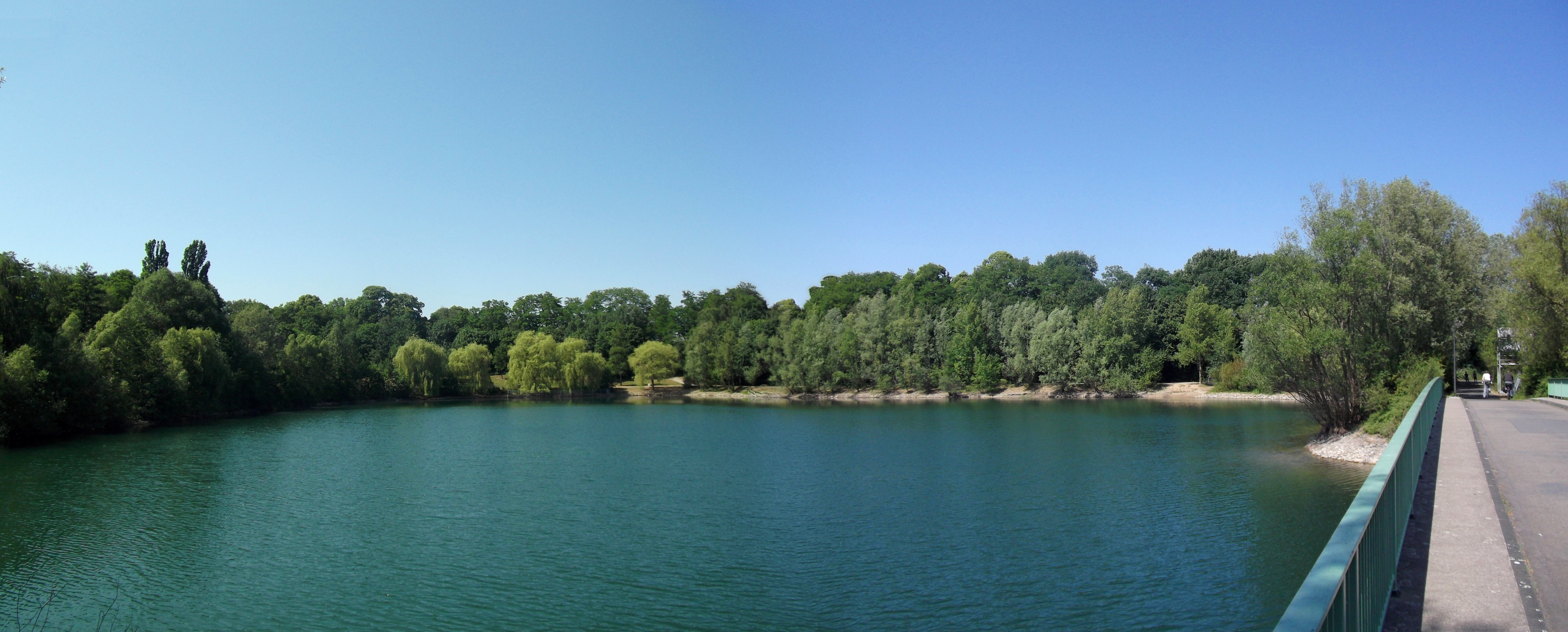
Nördliches Teilbecken des Fühlinger Sees

Der Fühlinger See ist ein mehrteiliger künstlicher See am nördlichen Stadtrand in Köln-Fühlingen.

## Lage
Der Fühlinger See bedeckt eine Fläche von 100 Hektar und grenzt im Osten an das Entwicklungs- und Ersatzteilzentrum der Ford-Werke und das Gewerbegebiet Feldkassel, im Süden an die A 1, im Westen an Köln-Seeberg und Köln-Chorweiler und im Norden an den namensgebenden Ort Köln-Fühlingen. Um das komplette Seegebiet sind Reitwege angelegt. Südwestlich (Oranjehofstr./Neusser Landstr.) ist der Reiterverein Oranjehof beheimatet.

## Der See
Ab dem Jahr 1912 wurde in der Fühlinger Heide Kies ausgebaggert, der für den Bau der Bahnstrecken Köln-Aachen und Köln-Krefeld sowie für den Zementbedarf in Köln verwendet wurde. Die Gruben füllten sich aufgrund des nahe gelegenen Rheins und des unterirdischen alten Rheinarms schnell mit Grundwasser. Bereits in den 1930er Jahren, noch bei aktivem Baggerbetrieb, kamen Badegäste in den Kölner Norden.
Das Naherholungsgebiet Fühlinger See entstand ab 1967 durch die Rekultivierung und Vereinigung der alten Kiesgruben im Zuge des Baus der Trabantenstadt Chorweiler. Für diese sollte der See als Erholungsgebiet und Trennungsschneise zum östlich geplanten Industrie- und Gewerbegebiet dienen. Auch war die Nutzung als Regattabahn für den Trainings- und Wettkampfbetrieb der Kölner Rudervereine erwünscht.
Der Fühlinger See besteht aus einer Vielzahl miteinander verbundener Seen. Insgesamt sieben Seen fassen eine zentral angelegte Regattastrecke ein. Die einzelnen Seen sind für unterschiedliche Nutzungen vorgesehen: ein See für Freibad und Sporttauchen, ein Angelsee, ein Surfsee und drei Bade- und Bootsseen und ein Ruder- und Kanu-See zum An- und Ablegen mit Durchfahrt zur Regattastrecke.
Die Tiefe des Sees liegt bei durchschnittlich 10 m, an einigen Stellen werden fast 20 Meter erreicht.
Die Regattastrecke hat eine Gesamtlänge von 2300 m und ist 130 m breit; sie hat eine Tiefe von bis zu 15 m. Auf ihr stehen 6 Bahnen à 2000 m zur Verfügung. Eine siebte Bahn dient der Zufahrt zum Startbereich. Finden keine Regatten auf der Regattastrecke statt, so gilt, dass die Bahnen 7, 6 und 5 nur in Fahrrichtung Start, die Bahnen 1, 2 und 3 nur in Fahrrichtung Ziel befahren werden dürfen. Die Bahn 4 ist für das Training gesperrt. Diese Regelung dient zur Kollisionsvermeidung und ermöglicht eine weitgehend sichere Durchführung der Trainingseinheiten.
Da der See vom Grundwasser gespeist wird und weniger als 2 Kilometer vom Rhein entfernt liegt, sind die Schwankungen des Wasserspiegels auch abhängig vom Rheinwasserpegel, d. h. für einen See ohne Zu- und Abflüsse beträchtlich: Sie liegen bei bis zu 2 m.
An heißen Sommerwochenenden befinden sich bis zu 80.000 Menschen am und im Wasser des Sees, was für die Wasserqualität problematisch werden kann. Im Sommer 1996 mussten die Gewässer zeitweilig gesperrt werden, da die Schadstoffkonzentration vorgegebene Grenzwerte überstieg. Das Freibad Fühlinger See wurde 2007 durch die KölnBäder GmbH geschlossen. Seit 2009 wird das Freibad, heute Blackfoot Beach, durch eine Gesellschaft privatwirtschaftlich betrieben und kommt ohne öffentliche Zuschüsse aus.
Nach der bisherigen Satzung betreffend die Benutzung der Erholungsanlage Fühlinger See vom 29. Juni 1984 war das Baden nur in dem als Freibad abgetrennten Bereich im See 5 gestattet. Seit 2024 ist in der Badesaison (01.05. – 30.09.) das Baden auch in den Seen 1 und 7 gestattet. Die Veröffentlichung der Fassung der am 16. Mai 2024 vom Rat beschlossenen Satzung steht noch aus. Das Verbot, an anderen Stellen oder zu anderen Zeiten zu baden, wird jedoch von vielen missachtet.

## Veranstaltungen

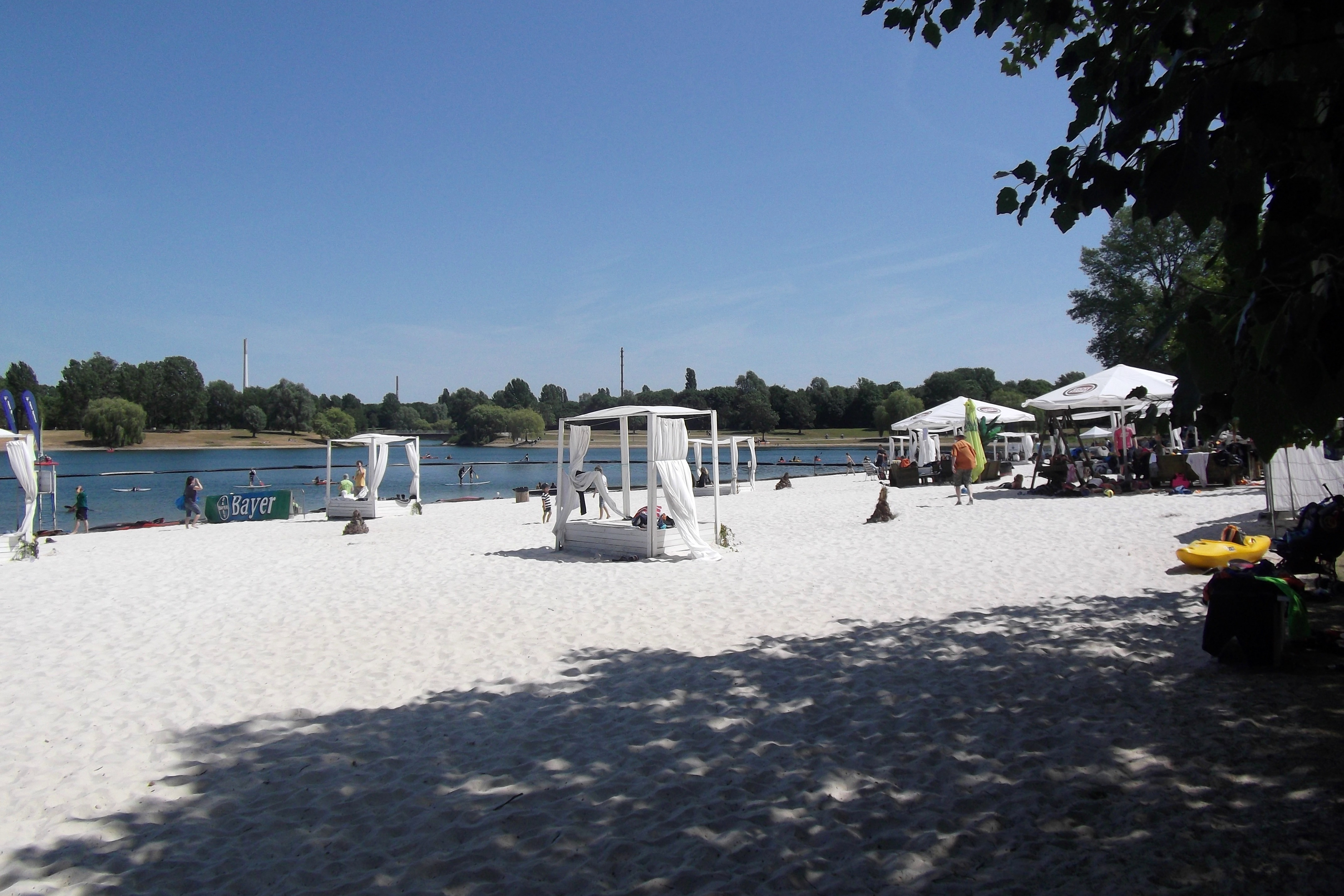
Fühlinger See, Blackfoot Beach

Im Jahr 1998 fanden auf der Regattastrecke die Ruder-Weltmeisterschaften statt. In den vorangehenden Jahren war die Strecke bereits Schauplatz der Junioren- und der Senioren-Weltmeisterschaften im Rudern. Auch zahlreiche Deutsche Meisterschaften im Kanurennsport wurden hier ausgetragen. Seit 2009 finden jährlich Drachenbootrennen statt.
Neben Wassersportaktivitäten lädt die Sport- und Erholungsanlage Fühlinger See auch zum Inlineskaten und Beachvolleyball ein. Das 84 ha umfassende Landschaftsschutzgebiet wird von insgesamt 19 Kilometer langen Gehwegen durchzogen.
Der Fühlinger See dient auch als Veranstaltungsort für Open-Air-Konzerte und ähnliches. So findet alljährlich im Juli das Reggae-Festival Summerjam statt.
Am 10. September 2006 fand am Fühlinger See der 6. Red Bull Flugtag statt. Es kamen mehr als 135.000 Besucher, um die 40 selbstgebauten Flugobjekte zu sehen.
Als Veranstaltungsort für Triathlon-Rennen dient das Gelände regelmäßig seit 1984, als dort die ersten Europameisterschaften über die Langdistanz ausgerichtet wurden.